# 대수곡면
대수기하학에서 대수곡면(代數曲面, 영어: algebraic surface)은 2차원의 대수다양체이다. 복소 대수곡면은 위상수학적 다양체로 간주한다면 실수 2차원의 곡면이 아니라 실수 4차원의 다양체를 이루게 된다.

## 정의
{\displaystyle K}가 대수적으로 닫힌 체라고 하자. {\displaystyle K} 위의 대수곡면은 2차원 {\displaystyle K}-대수다양체이다.

## 분류
대수곡면의 쌍유리 동치류의 완전한 분류는 매우 어려운 문제이다. 이에 대한 부분적인 분류가 존재하며, 엔리퀘스-고다이라 분류(영어: Enriques–Kodaira classification)라고 한다. 이는 모든 대수곡면을 10종으로 분류한다. 이 가운데 9종은 특수한 곡면들이고, 대부분의 곡면들은 "일반형 곡면"으로 뭉뚱그려 분류한다. 9종의 특수한 곡면들은 호지 수 및 모듈라이 공간이 알려져 있지만, 일반형 곡면들은 잘 알려져 있지 않다.
엔리퀘스-고다이라 분류는 모든 콤팩트 복소 해석 곡면을 그 사영 최소 모형(영어: minimal model)의 고다이라 차원에 따라 10종으로 분류하며, 다음과 같다. 10종 가운데 8종만이 대수곡면을 이룰 수 있다.
- 고다이라 차원 −∞
  - 유리 곡면
  - 선직면, 종수가 2 이상인 경우 (종수가 1인 선직면은 히르체브루흐 곡면으로, 유리곡면에 속한다)
  - 제7종 곡면(영어: surfaces of class VII, 대수곡면이 아님)
- 고다이라 차원 0
  - K3 곡면
  - 복소 원환면 (아벨 곡면)
  - 고다이라 곡면 (대수곡면이 아님)
  - 엔리퀘스 곡면
  - 초타원 곡면(hyperelliptic surface)
- 고다이라 차원 1
  - 타원 곡면
- 고다이라 차원 2
  - 일반형 곡면(영어: surfaces of general type)

## 성질
모든 비특이 완비 대수곡면은 사영 대수다양체이다.:105, Remark 4.10.2b 그러나 특이 완비 대수곡면은 사영 대수다양체가 아닐 수 있다.:105, Remark 4.10.2c

### 불변량
대수곡면의 산술 종수와 기하 종수는 쌍유리 동치에 대한 불변량이다. 대수곡면의 경우, 대수 곡선의 경우와 달리 산술 종수
{\displaystyle p_{\text{g}}=h^{0,2}=h^{2,0}}
와 기하 종수
{\displaystyle p_{\text{a}}=h^{0,2}-h^{0,1}=\chi (X;{\mathcal {O}}_{X})-1}
가 다르다. 이 두 수의 차를 비정칙수(非正則數, 영어: irregularity)
{\displaystyle q=h^{0,1}}
라고 하며, 이는 곡면의 피카르 다양체의 차원과 같다. 나머지 호지 수 {\displaystyle h^{1,1}}은 쌍유리 동치에 대한 불변량이 아닌데, 이는 부풀리기를 가하면 사영 직선이 추가되어 {\displaystyle h^{1,1}}이 증가하기 때문이다.

### 교차 이론
대수곡면의 교차 이론은 자명하지 않은 경우 여차원이 항상 1이므로 일반적인 대수적 순환 대신 인자를 사용할 수 있어, 고차원의 경우보다 더 단순하다.
대수적으로 닫힌 체 위의 비특이 대수곡면 {\displaystyle X} 위에, 인자들의 선형 동치류들의 군은 피카르 군 {\displaystyle \operatorname {Pic} (X)}과 같다. 그렇다면, 다음 성질들을 만족시키는 유일한 함수
{\displaystyle {\cdot }\colon \operatorname {Pic} (X)\times \operatorname {Pic} (X)\to \mathbb {Z} }
가 존재한다.:357–358, Theorem V.1.1
- ({\displaystyle \mathbb {Z} }-겹선형성 및 대칭성) 임의의 {\displaystyle A,B,C\in \operatorname {Pic} (X)} 및 {\displaystyle n\in \mathbb {Z} }에 대하여,
  - {\displaystyle A\cdot B=B\cdot A}
  - {\displaystyle (A+B)\cdot C=A\cdot C+B\cdot C}
  - {\displaystyle (nA)\cdot B=n(A\cdot B)}
- (정규화) 임의의 두 곡선 {\displaystyle C,D\subset X}에 대하여, 만약 {\displaystyle C}와 {\displaystyle D}가 횡단 교차(영어: transversal intersection)한다면, {\displaystyle [C]\cdot [D]=|C\cap D|}

여기서 횡단 교차는 각 {\displaystyle x\in C\cap D}에서, {\displaystyle C}와 {\displaystyle D}에 대응하는 아이디얼 층의 {\displaystyle x}에서의 줄기 {\displaystyle {\mathfrak {c}},{\mathfrak {d}}\subseteq {\mathcal {O}}_{X,x}}가 주어졌을 때, {\displaystyle {\mathfrak {a}}+{\mathfrak {b}}}가 {\displaystyle {\mathcal {O}}_{X,x}}의 유일한 극대 아이디얼이라는 뜻이다.
구체적으로, 베르티니 정리(영어: Bertini theorem)에 따라, 임의의 인자 {\displaystyle \sum _{i}C_{i}} 및 곡선 {\displaystyle D}에 대하여, 모든 {\displaystyle C_{i}}와 횡단 교차하며 {\displaystyle D}와 선형 동치인 비특이 곡선 {\displaystyle D'}을 찾을 수 있다. 이를 통해 인자의 교차수를 간단히 정의할 수 있다.

### 리만-로흐 정리
대수 곡선과 마찬가지로, 대수곡면에 대해서도 리만-로흐 정리의 한 형태가 성립한다. 이는 히르체브루흐-리만-로흐 정리의 특수한 경우이다. 대수곡면 {\displaystyle X} 위에 가역층 {\displaystyle {\mathcal {L}}}이 주어졌을 때, 히르체브루흐-리만-로흐 정리에 따라 다음이 성립한다.
{\displaystyle \chi (X;{\mathcal {L}})={\frac {1}{2}}c_{1}({\mathcal {L}})^{2}+{\frac {1}{2}}c_{1}({\mathcal {L}})c_{1}(X)+{\frac {1}{12}}(c_{1}(X)^{2}+c_{2}(X))}
이는 다음과 같은 두 개의 식으로 분해할 수 있다. 우선, {\displaystyle {\mathcal {L}}}에 의존하지 않는 항들은 {\displaystyle {\mathcal {L}}={\mathcal {O}}_{X}}를 대입하여 다음과 같이 쓸 수 있으며, 이를 뇌터 공식(영어: Noether formula)이라고 한다.
{\displaystyle \chi (X;{\mathcal {O}}_{X})={\frac {1}{12}}(c_{1}(X)^{2}+c_{2}(X))={\frac {1}{12}}\left(K_{X}.K_{X}+{\frac {1}{12}}(K_{X}.K_{X}+\chi _{\operatorname {top} }(X)\right)}
여기서 {\displaystyle K_{X}.K_{X}}는 {\displaystyle X}의 표준 인자 {\displaystyle K}의 자기 교차수이며, {\displaystyle \chi _{\operatorname {top} }(X)}는 {\displaystyle X}의 위상수학적 오일러 지표이다. 이를 사용하면, 곡면 리만-로흐 정리는 다음과 같다.
{\displaystyle \chi (X;{\mathcal {L}})={\frac {1}{2}}c_{1}({\mathcal {L}})^{2}+{\frac {1}{2}}c_{1}({\mathcal {L}})c_{1}(X)+\chi (X;{\mathcal {O}}_{X})}
{\displaystyle {\mathcal {L}}}에 대응하는 인자를 {\displaystyle D}라고 하면, 다음과 같다.
{\displaystyle \chi (X;{\mathcal {L}})={\frac {1}{2}}(D.D)-{\frac {1}{2}}(D.K)+\chi (X;{\mathcal {O}}_{X})}

### 특이점의 해소
만약 대수곡면 {\displaystyle X}를 한 점에서 부풀리기하여, 비특이 대수곡면 {\displaystyle X'}을 얻으면, 그 특이 곡선 {\displaystyle E}의 자기 교차수는
{\displaystyle [E]\cdot [E]=-1}
이다.:386, Proposition V.3.1 반대로, 자기 교차수가 {\displaystyle -1}인 모든 유리 곡선 {\displaystyle E\subset X'}에 대하여, {\displaystyle E}를 특이 곡선으로 하는 부풀리기 {\displaystyle X\to X'}가 존재한다 (카스텔누오보 조건 영어: Castenuovo’s criterion).:414, Theorem V.5.7 이러한 조건을 만족시키는 유리 곡선을 제1종 예외 곡선(영어: exceptional curve of the first kind)이라고 한다.
대수적으로 닫힌 체 위의 두 대수곡면 {\displaystyle X}, {\displaystyle X'} 사이의 모든 쌍유리 동치
{\displaystyle X-\!\to X'}
는 유한 개의 부풀리기 및 쪼그라뜨리기(부풀리기의 역)의 합성으로 나타낼 수 있다.:412–413, Theorem V.5.5 (이는 3차원 이상에서는 성립하지 않는다. 또한, 일반적으로 대수곡면은 무한 개의 제1종 예외 곡선을 가질 수 있다.:418, Remark V.5.8.1) 이에 따라, 대수곡면의 특이점의 해소 이론은 비교적 간단하다.
대수곡면 {\displaystyle X}가 다음 조건을 만족시키면, 상대적 최소 모형(영어: relatively minimal model)이라고 한다.:418
- 임의의 쌍유리 사상 {\displaystyle f\colon X-\!\to X'}에 대하여, 만약 {\displaystyle f}가 {\displaystyle X} 전체에 정의된다면, {\displaystyle f}는 대수다양체의 동형이다.

대수곡면 {\displaystyle X}가 스스로의 쌍유리 동치류 속의 유일한 상대적 최소 모형이라면, 최소 모형(영어: minimal model)이라고 한다.:418
(임의의 체의 표수의) 대수적으로 닫힌 체 위의 대수곡면은 항상 하나 이상의 상대적 최소 모형과 쌍유리 동치이며,:418, Theorem V.5.8 유리 곡면이나 선직면이 아닌 대수곡면은 최소 모형을 갖는다.:419, Remark 5.8.4

## 예
대표적인 대수곡면으로는 다음이 있다.
- 유리 곡면
  - 사영 평면
  - 델 페초 곡면
- 이차 곡면
- 타원 곡면
- K3 곡면
- 아벨 곡면

### 공간 곡면
3차원 사영 공간 {\displaystyle \mathbb {P} ^{3}} 속에서 {\displaystyle d}차 동차다항식의 영점으로 정의되는 대수곡면을 생각하자. 만약 이 대수곡면이 비특이 대수다양체라면, 그 호지 수는 다음과 같다.
|                                   |   | 1                                             |   |                                   |
|                                   | 0 |                                               | 0 |                                   |
| {\displaystyle {\binom {d-1}{3}}} |   | {\displaystyle {\tfrac {1}{3}}d(2d^{2}-6d+7)} |   | {\displaystyle {\binom {d-1}{3}}} |
|                                   | 0 |                                               | 0 |                                   |
|                                   |   | 1                                             |   |                                   |

낮은 차수의 공간 곡면은 다음과 같다.
- 공간 1차 곡면은 사영 평면이다.
- 공간 2차 곡면은 두 사영 직선의 곱 {\displaystyle \mathbb {P} ^{1}\times \mathbb {P} ^{1}}이다.
- 공간 3차 곡면은 델 페초 곡면 {\displaystyle \operatorname {dP} _{6}}이다. 즉, 6개의 점이 부풀려진 사영 평면이다.
- 공간 4차 곡면은 K3 곡면이다.
- 5차 이상의 곡면은 일반형 곡면이다.

## 역사
이차 곡면은 고대 그리스에서부터 이미 활발히 연구되었다. 대수 곡선의 분류가 알려지면서, 19세기 말에 알프레트 클렙슈와 막스 뇌터는 대수곡면의 연구를 제창하였다. 20세기 초에 이탈리하 학파의 페데리고 엔리퀘스는 모든 대수곡면을 10종으로 분류하였으나, 이탈리아 학파의 방식은 엄밀하지 않았다.
1930년대에 오스카 자리스키는 대수곡면의 특이점의 해소를 증명하였다. 1950년대에 고다이라 구니히코가 엔리퀘스의 분류를 엄밀히 증명하였고, 이는 오늘날 엔리퀘스-고다이라 분류로 불린다.

## 참고 문헌
1. 1 2 3 4 5 6 7 8 9 10 11 12  Hartshorne, Robin (1977). 《Algebraic geometry》. Graduate Texts in Mathematics (영어) 52. Springer. doi:10.1007/978-1-4757-3849-0. ISBN 978-0-387-90244-9. ISSN 0072-5285. MR 0463157. Zbl 0367.14001.
2. ↑  Testa, Damiano. “Classification and the Minimal Model Program; the Hodge diamond” (PDF) (영어). 2016년 3월 5일에 원본 문서 (PDF)에서 보존된 문서. 2015년 7월 20일에 확인함.

- Zariski, Oscar (1995). 《Algebraic surfaces》. Classics in Mathematics (영어). Springer. ISBN 978-3-540-58658-6. MR 1336146.
- Beauville, Arnaud (1996). 《Complex algebraic surfaces》. London Mathematical Society Student Texts (영어) 34 2판. Cambridge University Press. doi:10.1017/CBO9780511623936. ISBN 978-052149510-3.
- Faber, E.; H. Hauser (2010). “Today's menu: geometry and resolution of singular algebraic surfaces”. 《Bulletin of the American Mathematical Society》 (영어) 47: 373–417. ISSN 0273-0979. MR 2651084.
- Reid, Miles (1996). “Chapters on algebraic surfaces” (영어). arXiv:alg-geom/9602006. Bibcode:1996alg.geom..2006R.

## 같이 보기
- 대수 곡선